# Василий Головнин
Василий Михайлович Головнѝн (на руски: Васи́лий Миха́йлович Головни́н) е руски мореплавател, изследовател, военноморски офицер (вицеадмирал), член-кореспондент на Петербургската академия на науките.

## Ранни години (1776 – 1807)
Роден е на 19 април 1776 година в село Гулинки, Рязанска губерния (днес в Старожиловски район на Рязанска област), Русия. Бащата и дядото на Головнин служат в Преображенския полк, където съгласно съществуващата тогава традиция на 6-годишна възраст е записан и той като сержант. Загубва родителите си твърде малък и поради това е определен да служи в Морския кадетски корпус. Произведен в гардемарин, още 14-годишен през май-юни 1790 г., участва в морски сражения срещу шведите и е награден с медал за храброст. През 1792 завършва Морския кадетски корпус, но поради малолетието му е оставен още една година, като през това време изучава литература, история и физика.
През януари 1793 г. е произведен в мичман и оттогава непрекъснато се намира на морски задгранични плавания. През 1799 г. участва в множество морски сражения по крайбрежието на Нидерландия. Периода 1801 – 1805 прекарва в Англия, където служи на кораби в британския флот, в т.ч. и под командването на адмирал Хорацио Нелсън и отново участва в няколко морски сражения. След завръщането си Головнин издава книгата „Военные морские сигналы для дневного и ночного времени“, която руският флот използва четвърт век.

## Околосветски плавания (1807 – 1819)

### Първо околосветско плаване (1807 – 1814)
През 1806 г., вече лейтенант, Головнин е назначен за командир на шлюпа (малък тримачтов платноходен кораб) „Диана“, с който да извърши изследване на североизточните брегове на Азия и северозападните брегове на Северна Америка, както и да достави оборудване и снаряжение в Охотск и Петропавловск Камчатски, като никой от екипажа не предполага, че плаването, което се е предвиждало да продължи две години, ще се проточи цели седем години. За старши офицер на кораба е назначен Пьотър Иванович Рикорд, впоследствие един от основателите на Руското географско дружество.
На 25 юни 1807 г. „Диана“ се отправя в плаване. Достигайки до нос Хорн, заради няколкодневните противни ветрове корабът завива на изток, на 27 февруари 1808 г. минава покрай о-вите Тристан да Куня, а на разсъмване на 18 април 1808 моряците виждат бреговете около нос Добра Надежда. Около носа корабът е задържан от англичаните поради избухналата война между Русия и Англия и докаран в Кейптаун, където екипажът прекарва в плен повече от една година. На 16 май 1809 г. Головнин на „Диана“ предприема успешно бягство от залива на Кейптаун и обикаляйки около Австралия и Тасмания през септември 1809 г. пристига в Камчатка. През зимата на същата година предприема поход във вътрешността на полуострова.
През 1810 г. е произведен в капитан-лейтенант и провежда хидрографски изследвания край бреговете на Аляска и Курилските острови.
През 1811 г. капитан-лейтенант Головнин получава нова задача – да изследва и картира Курилските и Шантарските острови и Татарския проток. В резултат от неговата картографска дейност на картата се появяват множество протоци между островите – Средни (в чест на подщурмана Василий Средни), Рикорд, Диана, Екатерина и други. Там, около остров Кунашир, заедно с още шест моряци Головнин е пленен от японските власти и прекарва в плен повече от две години. След продължителни преговори между Русия и Япония през 1814 г. Головнин и неговите спътници са освободени и се завръщат в Санкт Петербург.

### Второ околосветско плаване (1817 – 1819)
През 1817 г. Головнин е повишен в капитан 2-ри ранг и назначен за командир на нова околосветска експедиция на кораба „Камчатка“. Освен доставката на военни товари в Петропавловск Камчатски извършва и картира бреговата линия на Северна Америка между 60º и 63º с.ш. По време на плаването посещава Камчатка, Командорските и Алеутските острови, Аляска, Северна Калифорния, Манила, Хавайските и Марианските острови. В това плаване първа сериозна практика получават бъдещите видни руски мореплаватели Фердинанд Петрович Врангел и Фьодор Петрович Литке.

## Следващи години (1819 – 1831)
През 1821 г., вече като капитан-командор, е назначен за помощник-директор на Морския кадетски корпус, през 1823 г. – за генерал-интендант на флота, а през 1827 – за завеждащ корабостроителния, комисариатския и артилерийския департаменти на флота. По време на 8-годишното (1823 – 1831) му управление на интендантската част на флота са построени 26 линейни кораба, 21 фрегати, 2 шлюпа, 10 парахода (първите в Русия) и много други малки съдове с общо количество над 200 броя.
Година преди смъртта си е удостоен със звание вицеадмирал. На 11 юли 1831 г. умира от холера по време на избухналата в Санкт Петербург епидемия.

## Памет
Неговото име носят:
- връх Головнин (53°35′ с. ш. 158°45′ и. д. / 53.583333° с. ш. 158.75° и. д., 1333 m) на полуостров Камчатка;
- връх Головнин на Северния остров на Нова земя;
- Вулкан на Головнин (43°51′ с. ш. 145°30′ и. д. / 43.85° с. ш. 145.5° и. д., 541 m) на остров Кунашир от Курилските острови;
- залив Головнин (64°27′ с. ш. 162°58′ з. д. / 64.45° с. ш. 162.966667° з. д.) на Берингово море, на западното крайбрежие на Аляска;
- залив Головнин (44°03′ с. ш. 145°52′ и. д. / 44.05° с. ш. 145.866667° и. д.) на Охотско море, на източното крайбрежие на остров Кунашир от Курилските острови;
- лагуна Головнин (64°34′ с. ш. 163°09′ з. д. / 64.566667° с. ш. 163.15° з. д. на Берингово море, на западното крайбрежие на Аляска;
- подводен връх Головин в Тихия океан;
- проток Головнин (48°12′ с. ш. 153°14′ и. д. / 48.2° с. ш. 153.233333° и. д.) между островите Райкоке на север и Матуа на юг от Курилските острови;
- Головнин (64°33′ с. ш. 163°02′ з. д. / 64.55° с. ш. 163.033333° з. д.) – селище на северозападното крайбрежие на Аляска;
- Головнино (43°44′ с. ш. 145°31′ и. д. / 43.733333° с. ш. 145.516667° и. д.) – селище на южното крайбрежие на остров Кунашир от Курилските острови.

## Съчинения
- Записки флота капитана Головнина о приключениях его в плену у японцев в 1811, 1812, 1813 годах. С приобщением замечений его о японском государстве и народе /ч. 1 – 3, 1816/;
- Путешествие... шлюпа „Дианы“ из Кронштадта в Камчатку... в 1807 – 09 гг. /1819/;
- Путешествие вокруг света..., совершенное на военном шлюпе „Камчатка“ в 1817, 1818, 1819 годах /ч. 1 – 2, 1822/.